# Cementiri de Vagànkovo
El cementiri de Vagànkovo (rus: Вага́ньковское кла́дбище, Vagànkovskoie klàdbisxe) és un dels cementiris més extensos i populars de Moscou. És situat a la part nord-oest de la ciutat, a la zona de la Plaça Krasnoprésnenskaia zastava, al carrer Serguei Makéiev, 15, i ocupa una superfície de 47,9 hectàrees.
Oficialment, Vagànkovo es va formar el 1771 durant una epidèmia de pesta bubònica: els que morien per la malaltia eren enterrats fora dels límits de la ciutat per tal de prevenir el contagi. Però el cementiri va aparèixer en aquest lloc alguns anys abans.. El nom del cementiri prové de Vagànkovo, un antic poble, que va passar a formar part de Moscou al segle xvi.
Es calcula que mig milió de persones han estat enterrades a Vagànkovo al llarg de la seva història La gran necròpoli conté les fosses comunes de la batalla de Borodinó, la batalla de Moscou i la Tragèdia de Khodinka. És el lloc d'enterrament d'una sèrie de persones de la comunitat artística i esportiva de Rússia i l'antiga Unió Soviètica. Durant la Gran Purga, guàrdies sadollats d'alcohol executarien els presoners plorosos després d'haver excavat les seves tombes al cementiri.
El cementiri és servit per diverses esglésies ortodoxes construïdes entre 1819 i 1823 en la versió moscovita de l'estil Imperi.

## Enterraments notables
- Nadejda Làmanova, dissenyadora de moda i vestuari
- Àvgust Iefímovitx Iàvitx (1900-1979), escriptor soviètic i rus, periodista. Membre de la Unió d'Escriptors Soviètics. Participant en la Guerra Civil Russa i en la Gran Guerra Patriòtica.
- Aleksandr Abdúlov (1953-2008), actor
- Vassili Agapkin (1884-1964), músic, autor de la cançó "Comiat de Slavianka"
- Borís Andréiev (1915-1982), actor
- Inga Artamónova (1936-1966), campiona mundial de patinatge de velocitat
- Grigori Txukhrai (1921-2001), director de cinema
- Vladímir Dal (1801-1872), lexicògraf
- Serguei Grinkov (1967-1995), patinador per parelles sobre gel, campió mundial i olímpic
- Veniamín Kaverin (1902-1989), escriptor
- Leonid Kharitónov (1930-1987), actor
- Andrei Mirónov (1941-1987), actor i cantant
- Bulat Okudjava (1924-1997), poeta i cantautor, escriptor
- Vassili Osxépkov (1892-1937), lluitador
- Liudmila Pakhómova (1946-1986), campiona mundial i olímpic de patinatge per parelles sobre gel
- Mikhaïl Púgovkin (1923-2008), actor
- Aleksei Savràssov (1830-1897), pintor
- Gennadi Xpàlikov (1937-1974), poeta, guionista
- David Xterenberg (1881-1948), artista
- Vitali Solomin (1941-2002), actor
- Anatoli Solonitsin (1934-1982)
- Nikolai Stàrostin (1902-1996), futbolista
- Vassili Súrikov (1848-1916), pintor
- Ievgueni Svetlànov (1928-2002), director d'orquestra, compositor i pianista
- Ígor Talkov (1956-1991), poeta, cantautor
- Anna Timiriova (1893-1975), poetessa
- Vassili Tropinin (1776-1857), pintor
- Lev Vlàssenko (1928-1996), pianista
- Vladímir Vissotski (1938-1980), poeta, cantautor, actor
- Vassili Ian (1876-1954), escriptor
- Leonid Ienguibàrov (1935-1972), pallasso, mímic, actor
- Iakob Rozval (1932-2015), enginyer, inventor
- Serguei Iessenin (1895-1925), poeta, marit d'Isadora Duncan
- Antonina Zubkova (1920-1950), pilot de bombarders de la Segona Guerra Mundial, Heroïna de la Unió Soviètica
- Lev Iaixin (1929-1990), porter de futbol